# Курач, Николай Андреевич
Николай Андреевич Курач (1892, Павловка, Любечская волость, Городнянский уезд, Черниговская губерния, Российская империя — 6 мая 1957, Киев) — советский политический и хозяйственный деятель. Депутат Верховного Совета УССР 1-го созыва.

## Биография
Родился в крестьянской семье. Окончил 4-х летнюю церковно-приходскую школу. С детства работал мальчиком-помощником в магазине, батраком у богатого бендюжника на Шулявке в Киеве. Служил в российской армии. Участник I-й мировой войны 1914—1918 годов.
В 1919 году организует сельский революционный комитет на Черниговщине, воюет в составе Черниговского коммунистического отряда, вступает в РКП(б). Был назначен военным комиссаром одной из частей Красной Армии.
С 1923 года — на ответственной политической работе в рабоче-крестьянской милиции Черниговщины. Впоследствии работает головой Березнянского, Остерского районных исполнительных комитетов Черниговской области, на советской работе в городе Чернигове.
В 1937 оканчивает Киевский строительный институт, получает диплом инженера-архитектора и назначается директором архитектурно-планировочного управления Киевского городского совета.
В 1937 — 1938 гг. — исполняющий обязанности председателя Киевского областного исполнительного комитета. В 1938 году назначен председателем Центральной избирательной комиссии Украинской ССР.
В мае 1938 — 1944 г. — народный комиссар финансов Украинской ССР. 26 июня 1938 года был избран депутатом Верховного Совета УССР 1-го созыва от Таращанского избирательного округа № 84 Киевской области.